# Веледницкий, Абрам Маркович
Веледницкий Абрам Ма́ркович (29 октября 1894, Радомышль — 19 октября 1959, Киев) — советский литературовед.

## Биография
Абрам Маркович родился в городе Радомышле в семье служащего 29 октября 1894. Учился на юридическом факультете Киевского университета. В июне 1919 года вступил добровольцем в Красную Армию. После демобилизации вернулся в Киев, но юридическое образование его уже не интересовало, и он начал заниматься в филологических студиях, стал писать и печатать в еврейской периодической литературе стихи. Первый сборник его стихов «Прояснение» увидел свет в 1922 году. Потом вышли поэтические книги «Приход» (1928), «С молодым классом» (1932). В 1935 году окончил аспирантуру Института еврейской культуры при Академии наук УССР и защитил кандидатскую диссертацию в 1947 году.
Абрам Веледницкий был известен не только как способный критик и литературовед, но и как талантливый переводчик на еврейский язык произведений различных авторов, таких как: Т. Шевченко, М. Коцюбинского, многих современных украинских и российских поэтов. Принимал активное участие в общественной жизни, руководил литературным кружком.
В годы сталинского террора Веледницкого постигла трагическая участь, как и многих его собратьев по перу. Его арестовали 23 марта 1951 года в Киеве, и ему инкриминировали типичные обвинения: шпионаж, националистическая пропаганда, антисоветская деятельность. Приговор «особого совещания»: 10 лет лагерей строгого режима с конфискацией имущества. В конце 1955 года после пересмотра дела был освобожден и реабилитирован. С надорванным здоровьем вернулся в Киев. Умер 19 октября 1959 года.